# Толбагинская культура
Толбагинская культура — археологическая культура раннего этапа верхнего палеолита (около 35—25 тыс. лет назад) в Забайкалье. Основной чертой каменной индустрии толбагинской культуры является производство пластинчатых сколов и пластин, полученных при расщеплении нуклеусов. Первоначально называлась как «варварино-толбагинская» (по поселениям Варварина Гора и Толбага, при изучении которых она была выделена), но в дальнейшем, по принципу упрощения, получила название «толбагинская». Сопоставляется с макаровской культурой Прибайкалья и кара-бомовской культурой Алтая. Противопоставляется куналейской культуре, совместно с которой существовала одновременно в Забайкалье. Генетически связана с тангинской культурой.
Известные археологические памятники толбагинской культуры: стоянки Толбага, Варварина Гора, Каменка А, Подзвонкая, Мастерова Гора, Арта-2, Арта-3, Хотык-2, Хотык-3, Санный Мыс-6, Санный Мыс-7, Три Скалы.

## Культура
Толбагинская культура относится к раннему этапу верхнего палеолита в Забайкалье, около 35—25 тыс. лет назад. Основной отличительной чертой каменной индустрии культуры является производство пластинчатых сколов и пластин, полученных при расщеплении плоскостных и подпризматических нуклеусов.
Культура была выделена М. В. Константиновым в результате исследования им памятников археологии верхнего палеолита в Забайкалье с конца 1970-х — начала 1980-х годов. Учёным было введено понятие «широких рамок» существование культуры — от 35 до 25 тыс. лет назад и «узких рамок» — 35 — 30 тыс. лет назад, определяя в целом культуру как ранне-позднепалеолитическую. Первоначально культура носила название «варварино-толбагинская» (по названиям поселений Варварина Гора и Толбага, при изучении которых она была выделена), но в дальнейшем, по принципу упрощения, получила название «толбагинская».
Толбагинская культура сопоставляется по многим показателям с финально-каргинскими пластинчатыми комплексами макаровской культурой Прибайкалья и кара-бомовской культурой Алтая. Генетически с толбагинской культурой связана тангинская культура (стоянки Кубухай, Амоголон). Толбагинская культура противопоставляется куналейской, совместно с которой существовала одновременно в Забайкалье. Культуры различались морфологией каменных орудий.
По различному происхождению материалов культур стало известно, что предки современного человека пришли в эти места из разных территорий. По одной из гипотез первобытный человек пришёл в Забайкалье из восточного Средиземноморья. По мнению М. В. Константинова, предок современного человека толбагинской культуры произошёл от мустьерского населения Монголии и Забайкалья.
К толбагинской культуре относятся свыше двух десятков известных археологических объектов, из них раскапывалось около десяти. К известным археологическим памятникам толбагинской культуре исследователи относят стоянки Толбага, Варварина Гора, Каменка А, Подзвонкая, Мастерова Гора, Арта-2, Арта-3, Хотык-2, Хотык-3, Санный Мыс-6, Санный Мыс-7, Три Скалы. Большинство памятников этой культуры сосредоточено в районе реки Селенги, в её восточной части бассейна, с западной стороны бассейна реки таких памятников пока не обнаружено. Коллекция артефактов найденных при изучении памятников толбагинской культуры насчитывает тысячи единиц.

## Комментарии
1. ↑  Пластина в археологии — скол камня, у которого длина более чем в два раза превосходит ширину и который имеет параллельные края[1].